# Popów (Silésie)
Pour les articles homonymes, voir Popów.
Popów est une localité polonaise et siège de la gmina du même nom, située dans le powiat de Kłobuck en voïvodie de Silésie.